# Méhrgarh

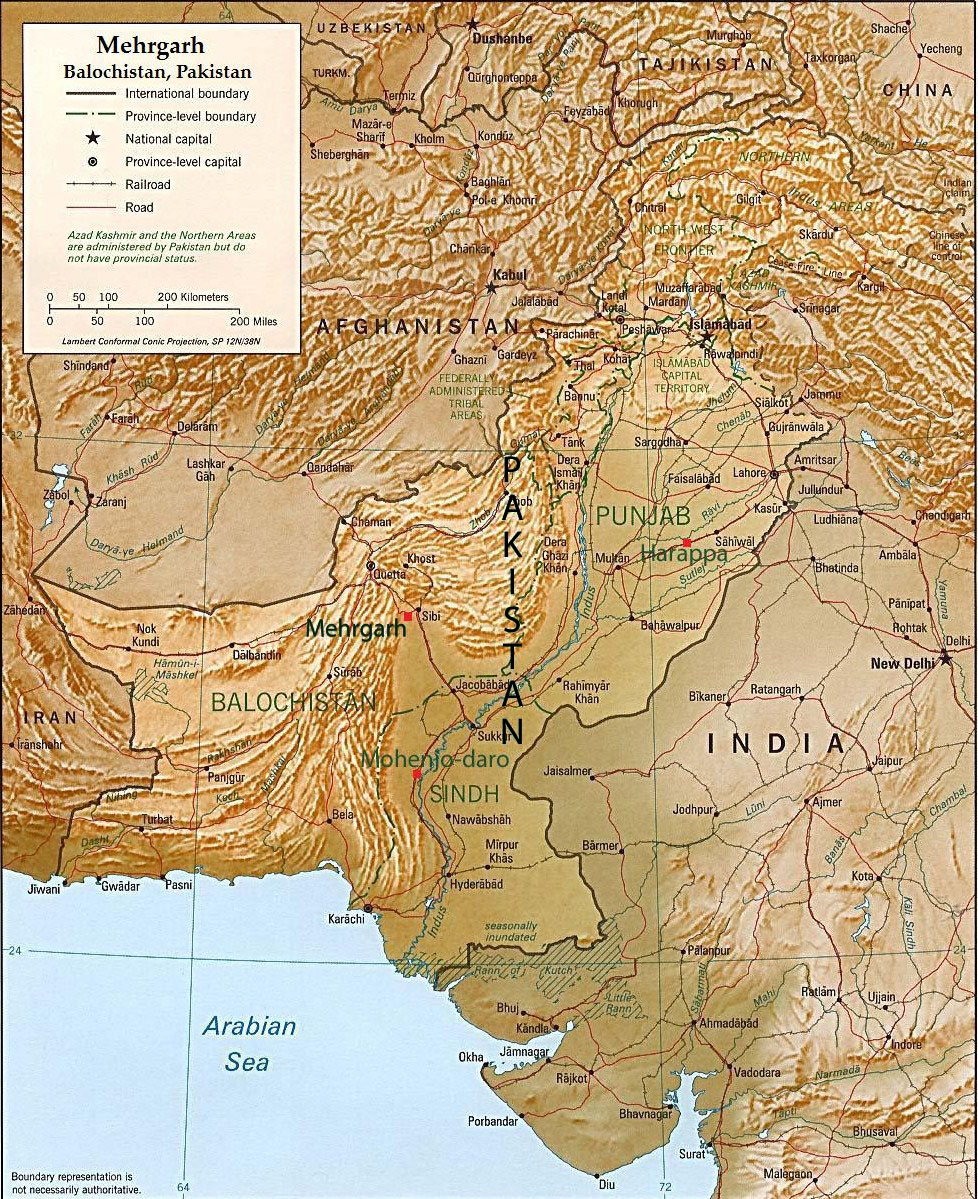
Méhrgarh vyznačený na mapě údolí Indu

Méhrgarh (urdsky: م‍ﮩ‍رگڑھ ) je jedno z nejdůležitějších neolitických nalezišť, které se nachází v pákistánské provincii Balúčistán. Toto místo jako jedno z nejstarších podává přesvědčivé důkazy o zemědělské a chovatelské činnosti v Jižní Asii. Pěstoval se zde zejména ječmen a pšenice, z chovatelských zvířat šlo především o skot, kozy a ovce.
Méhrgarh se nachází nedaleko Bolánského průsmyku, západně od údolí Indu mezi dnešními městy Kvéta, Sibi a Kalat. Méhrgarh byl objeven v roce 1974 archeologickým týmem, který vedl francouzský archeolog Jean-François Jarrige. Postupné odkrývání celého místa probíhalo mezi lety 1974-1986. Jako nejstarší osídlené místo v Méhrgarhu byla určena malá farmářská vesnice v severovýchodním cípu naleziště o rozloze 495 akrů, jejíž datace se pohybuje v rozmezí let 7000-5500 př. n. l.
V současné době bývá na méhrgarskou kulturu pohlíženo jako na předchůdce kultury harappské. Podle profesora z islámábádské university Ahmad Hasana Daního „objevy v Méhrgarhu změnily pojetí celé kultury v poříčí Indu.“ Méhrgarhští obyvatelé z období eneolitu též navazovali kontakty s tehdejšími kulturami severního Afghánistánu, severovýchodního Íránu a centrální Asie.

## Dějiny

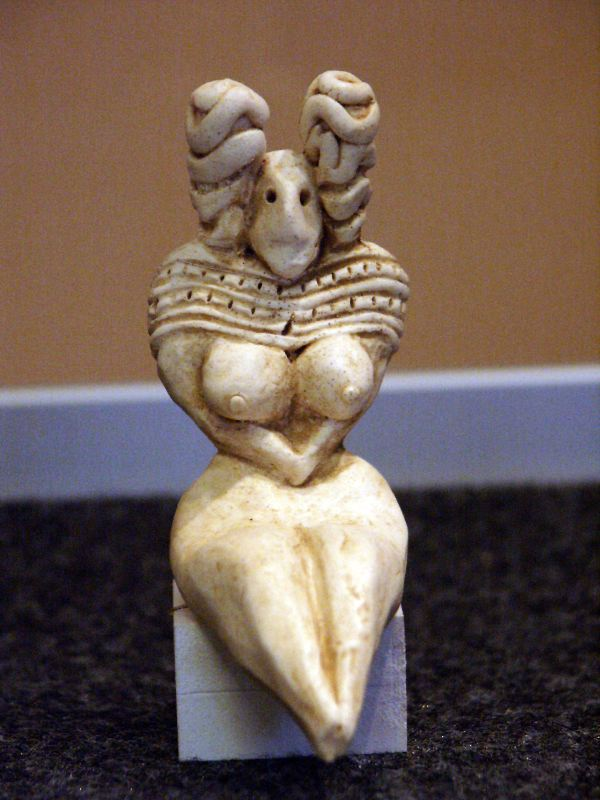
Soška z Méhrgarhy z doby okolo 3000 př. n. l. (muzeum Guimet, Paříž)

Archeologové rozdělují osídlení Méhrgarhy do několika období. První, neolitické údobí bývá datováno do rozmezí let 7000-5500 př. n. l. V tomto období zdejší lidé ještě neznali keramiku. První, semi-nomádští obyvatelé se živili pěstováním ječmene a pšenice. Chovali též ovce, kozy a skot. Žili v jednoduchých domech, které byly postaveny z bláta a rozděleny do tří částí. Bylo nalezeno několik pohřebišť s množstvím artefaktů v podobě různých ozdob vyrobených ze schránek mořských živočichů, vápence, pískovce i dalších materiálů.
V roce 2001 archeologové zkoumali kosterní pozůstatky dvou osob z Méhrgarhy a došli k závěru, že první příslušníci harappaské kultury měli základní znalosti jakési prvotní stomatologie. V dubnu roku 2006 bylo v časopise Nature uveřejněno, že nejstarší doklad o vrtání (živého) lidského chrupu pochází právě z Méhrgarhy. Bylo nalezeno celkem devět dospělých osob, jejichž chrup nesl známky vrtání.
Méhrgarhské období II (5500-3800 př. n. l.) a méhrgarhské období III (4800-3500 př. n. l.) již byly keramické. Vyznačují se propracovanějšími pracovními nástroji i jejich samotnou výrobou. Nalezené sošky z terakotu vykazují sofistikovanější zpracování – sošky zobrazující ženské postavy bývají zdobeny šperky apod. V pohřebištích byla z tohoto období nalezena těla pokryté okrově zbarveným jílem.
Čtvrté a poslední méhrgarhské období se datuje přibližně do rozmezí let 2600-2000 př. n. l. Postupem času začala být zdejší oblast vysidlována. Je možné, že obyvatelé Méhrgarhy postupně přesídlili do údolí Indu v důsledku klimatických změn, které oblast Méhrgarhy postihly.